# توده‌کوه بوهمی

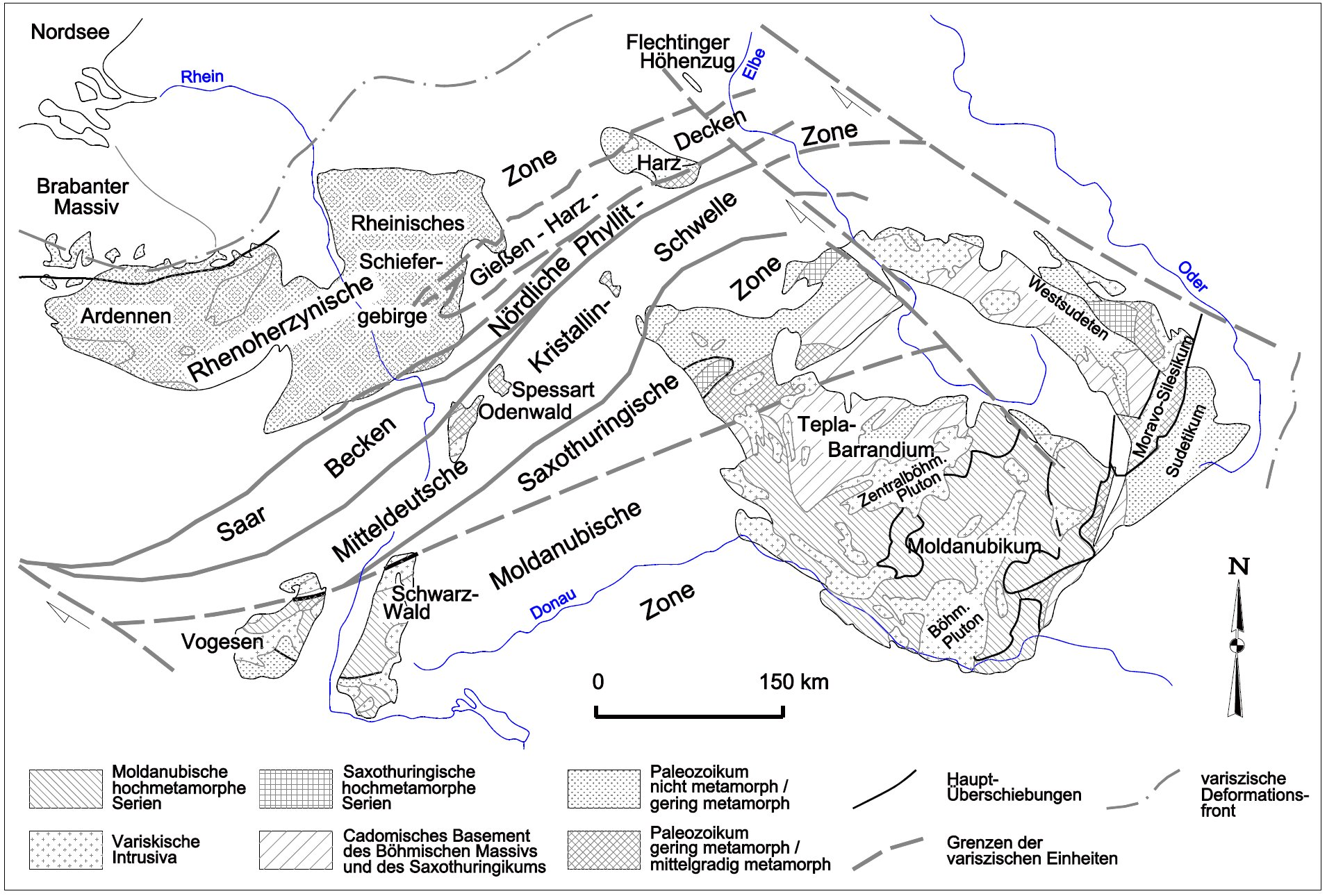
نقشه توده‌کوه واریسکی و ساختارهای موجود در مرکز اروپا. توده‌کوه بوهمی در سمت راست واقع شده است.

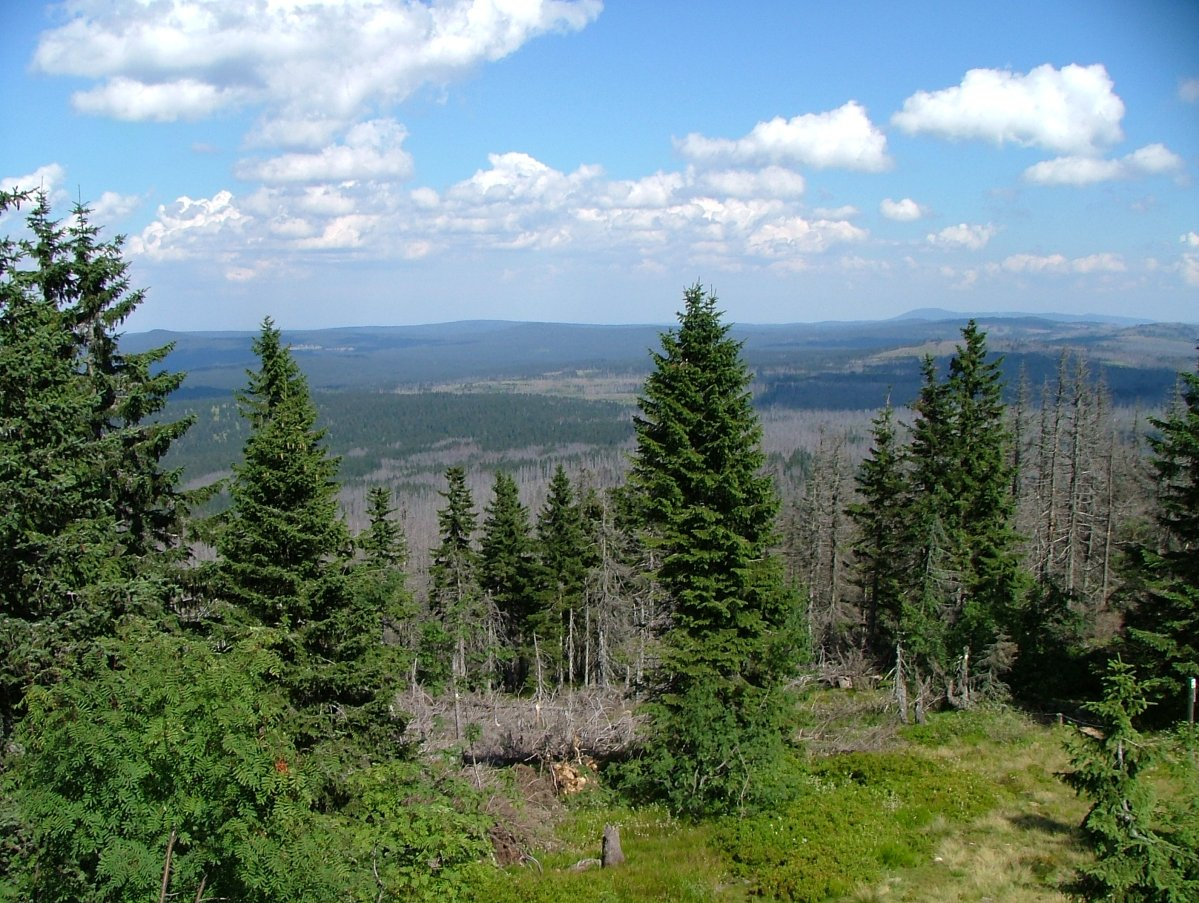
تپه‌های ملایم در جنگل‌های باواریا، چشم‌اندازی معمولی

توده‌کوه بوهمی (انگلیسی: Bohemian Massif (چکی: Česká vysočina یا Český masiv, آلمانی: Böhmische Masse یا Böhmisches Massiv) یک ناحیه زمین‌ریخت‌شناختی در اروپای مرکزی است. این توده‌کوه بزرگ بخش اعظم جمهوری چک، شرق آلمان، جنوب لهستان و شمال اتریش را در بر می‌گیرد.
این توده‌کوه شامل چندین میان‌رشته است و از سنگ‌های بلوری تشکیل شده که قدمتی بیشتر از پرمین دارند (بیش از ۳۰۰ میلیون سال) و در طی کوه‌زایی واریسکی تغییر شکل یافته‌اند.
بخش‌هایی از سودتس که در محدوده توده‌کوه بوهمی قرار دارند، به‌ویژه کرکونوشه، از الگوی معمولی میان‌رشته‌کوه متمایز هستند. این نواحی دارای چهار سطح مجزا از پهنه‌بندی ارتفاعی، سیرک یخچالی، زمین‌چهرهای پیرایخچالی کوچک و ارتفاعی بسیار بالاتر از دارمرز هستند.

## بخش‌بندی زمین‌ریخت‌شناختی

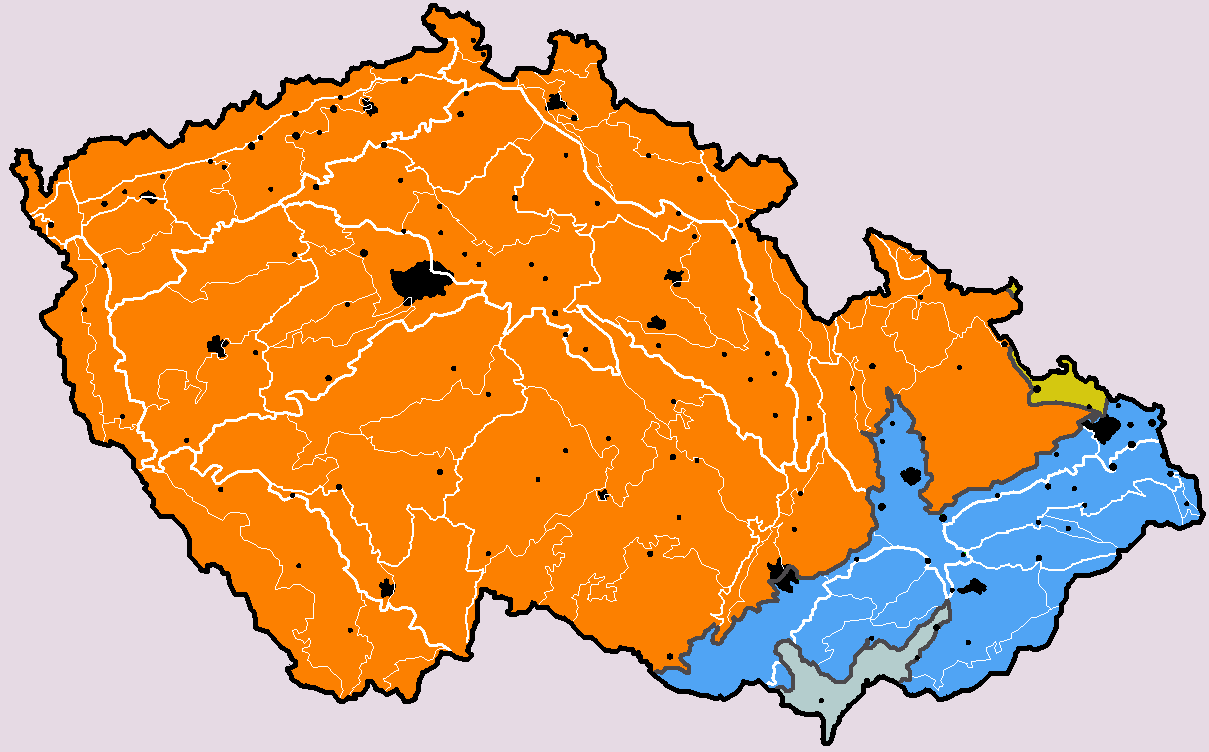
ناحیه‌های زمین‌ریخت‌شناختی جمهوری چک

توده‌کوه بوهمی یک ناحیه در زیرسامانه جنگل هرسی است. این توده‌کوه با چهار ناحیه دیگر هم‌مرز است: کارپات غربی در شرق، آلپ شرقی در جنوب، دشت اروپای شمالی در شمال و مرتفعات مرکزی در غرب. توده‌کوه بوهمی به شش زیرناحیه تقسیم می‌شود:
- سودتس؛ شامل رشته‌کوه‌های کوه‌های لوساتیان، کوه‌های ییزرا، کرکونوشه، کوه‌های جغد، کوه‌های ستووه، هرابی یسنیک
- کوه‌های ارتس؛ شامل رشته‌کوه‌های رشته‌کوه ارتس، کوه‌های ماسه‌سنگی البه و بلندی‌های مرکزی بوهمی
- جنگل بوهمی؛ شامل رشته‌کوه‌های شوماوا، جنگل‌های باواریا، جنگل‌های پالاتین بالایی، کوه‌های گراتزن و فلات گرانیت و گنیس
- بوهمی-موراویا؛ شامل ارتفاعات بوهمی-موراویا و ارتفاعات برنو
- پوبروون؛ شامل رشته‌کوه بردی و فلات پراگ
- دشت بوهمی؛ شامل دشت‌های اطراف رودخانه البه

## جغرافیا
چشم‌اندازهای توده‌کوه بوهمی عمدتاً از تپه‌های ملایم تشکیل شده‌اند. شمال رودخانه دانوب، توپوگرافی با دره‌های ملایم و یال‌ها و قله‌های پهن و مسطح مشخص می‌شود. بلندترین قله‌های مرز چک و اتریش پلکن‌اشتاین (پله‌خی، ۱۳۷۸ متر) و اشترن‌اشتاین (۱۱۲۵ متر) هستند. سنگ بستر از گنیس و گرانیت اسیدی تشکیل شده که طی هوازدگی به خاک قهوه‌ای (کمبی‌سول) تبدیل شده است. در مناطق مسطح و دره‌ها، آب‌های زیرزمینی تأثیر بیشتری بر خاک‌زایی داشته‌اند؛ در چنین مکان‌هایی گلیسول نیز یافت می‌شود.
همانند دیگر میان‌رشته‌کوه‌های واریسکی (میان‌رشته‌کوه‌های واریسکی) در مرکز اروپا، دره‌ها در توده‌کوه بوهمی کمتر منظم و کمتر برجسته‌اند، در مقایسه با کمربند چین‌خوردگی و راندگی نسبتاً جوان‌تر آلپ. فلاتهای آن از نظر کوه‌نگاری مشابه‌تر هستند. شکاف آب‌های توده‌کوه بوهمی شامل واخائو ، استرودنگاو و دره رود دانوب از فیلزهوفن تا پاسائو و اشلوگنر اشلینگه تا آشاخ است.

## زمین‌شناسی

### تقسیم‌بندی زمین‌ساختی
ساختار داخلی تکتونیکی توده‌کوه بوهمی در طول کوه‌زایی واریسکی شکل گرفت. کوه‌زایی واریسکی یک مرحله برافزایش  و شکل‌گیری زمینگان‌ها بود که نتیجه بسته شدن اقیانوس رایک هنگام برخورد دو قاره کهن گوندوانا (در جنوب) و لوراسیا (در شمال) بود. بخش اعظم توده‌کوه بوهمی به یک زمینگان با نام کادمیا یا آرموریکا تعلق دارد، که همچنین شامل زمینگان‌های توده‌کوه آرموریکی در غرب فرانسه نیز می‌شود. این زمینگان‌ها احتمالاً یک ریزقاره را تشکیل دادند که بین دو توده بزرگ قاره‌ای در شمال و جنوب قرار گرفت. نتیجه کوه‌زایی واریسکی، ادغام تقریباً تمام جرم قاره‌ای در یک ابرقاره به نام پانگه‌آ بود. از دوره پرمین به بعد، کمربند کوهستانی واریسکی فرسایش یافت و تا حدی توسط سنگ رسوبی جوان‌تر پوشیده شد، به جز توده‌کوه‌های واریسکی مانند توده‌کوه بوهمی.
سنگ‌های پی‌سنگ و زمینگان‌های توده‌کوه بوهمی بخشی از سه منطقه ساختاری اصلی هستند که از نظر درجه دگرگونی, سنگ‌شناسی و سبک‌های تکتونیکی متفاوتند. این تقسیم‌بندی تکتونیکی در طول کوه‌زایی واریسکی شکل گرفت.
- منطقه زاکسوتورینگین، بخش‌های شمالی توده‌کوه را تشکیل می‌دهد. شمالی‌ترین بخش منطقه زاکسوتورینگین بلندی بلورین آلمان مرکزی است که به‌ندرت در توده‌کوه بوهمی آشکار شده است. مرز شمالی این منطقه زمین‌درز اقیانوس رایک است که توده‌های قاره‌ای سابق گوندوانا و لوراسیا را از هم جدا می‌کرد.[۵]
- منطقه مولدانوبی بخش‌های مرکزی توده‌کوه را تشکیل می‌دهد و به‌طور کلی درجه دگرگونی بیشتری نسبت به منطقه زاکسوتورینگین دارد. این منطقه شامل زمینگان تپلا-باراندین است که تصور می‌شود یک ریزقاره کوچک بوده باشد.
- جنوب شرقی توده‌کوه یک واحد سوم را تشکیل می‌دهد که به منطقه موراوو-سیلزیایی معروف است. این منطقه شامل بلوک برونوویستولیان است که یک واحد گسل رورانده از سنگ‌های بلورین موراوو-سیلزیایی است. برخلاف بیشتر بخش‌های توده‌کوه بوهمی، برونوویستولیان در اصل بخشی از یا نزدیک به بخش جنوبی لوروسیا بوده است.[۶]